# Oranmore Castle
Oranmore Castle (irisch Caisleán Óran Mór) ist eine Burgruine in Oranmore im irischen County Galway.

## Geschichte
Oranmore Castle wurde vermutlich irgendwann um das 15. Jahrhundert herum errichtet, möglicherweise auf den Fundamenten einer älteren Burg. Die Clanricardes, eine bekannte Familie aus Galway, nutzte die Burg als Festung. Im März 1642 schloss sich die Siedlung Oranmore der Konföderation Irland in einer Rebellion an, gegen die sich der 1. Marquess und 5. Earl of Clanricarde stemmte. Lord Clanricarde versorgte das Fort Galway bis 1643 von See her, bis der Gouverneur von Galway, Captain Willoughby, sich ohne die Genehmigung des Lords ergab.
Zwischenzeitlich verloren die Clanricards das Eigentum an der Burg, aber der 6. Earl erlangte es wieder und verpachtete Oranmore Castle 1666 an Walter Athy, dessen Nachkommen dort bis 1853 lebten. Dann wurde die Burg aufgegeben und Wind und Wetter überlassen.
Die Burg erhielt ein neues Dach, nachdem Anita Leslie das verfallene Gebäude 1947 für £ 200 gekauft hatte.

## Beschreibung
Oranmore Castle ist ein Tower House mit rechteckigem Grundriss und vier Stockwerken. Es hat einen Treppenturm und Schießscharten im untersten Geschoss.

## In Film und Fernsehen
Oranmore Castle erschien am 23. März 2001 in der US-amerikanischen Fernsehserie The Scariest Places on Earth. Dort fanden auch Aufnahmen für den Film Alfred der Große – Bezwinger der Wikinger statt. Auch diente es als Kulisse für die Episode Auge um Auge der irischen Krimiserie Jack Taylor.